# Les Deux Compères
Pour plus de détails, voir Fiche technique et Distribution.
Les Deux Compères (Good References) est un film américain de Roy William Neill, sorti en 1920.

## Synopsis
Manquant d'expérience professionnelle, Mary Wayne a du mal à trouver un emploi. Quand son amie Nell Norcross, la secrétaire de Caroline Marshall, tombe malade, elle propose que Mary la remplace. Mary se retrouve bientôt la secrétaire privée de William, le neveu de Caroline. Une de ses premières tâches est de sortir son employeur de prison. Plus tard, William insiste pour inviter le boxeur Kid Whaley à une des soirées de sa tante, mais le Kid cause un tel scandale que les Marshall partent en croisière le temps que l'affaire s'essouffle. Bill continue à se mettre dans les embarras desquels Mary continue à le sortir, jusqu'à ce qu'ils se rendent compte qu'ils ne peuvent vivre l'un sans l'autre. Finalement Tante Caroline acceptera leurs amours. 

## Fiche technique
- Titre original : Good References
- Titre français : Les Deux Compères
- Réalisation : Roy William Neill
- Scénario : Dorothy Farnum (en), d'après le roman Good References de E. J. Rath
- Direction artistique : Willard M. Reineck
- Photographie : Oliver Marsh
- Production : Joseph M. Schenck
- Société de production : First National Pictures
- Société de distribution : First National Exhibitors' Circuit
- Pays d'origine :  États-Unis
- Langue originale : anglais
- Format : noir et blanc — 35 mm — 1,37:1 — Film muet
- Genre : Comédie dramatique
- Durée : 5 bobines
- Dates de sortie :  États-Unis : août 1920

## Distribution
- Constance Talmadge : Mary Wayne
- Vincent Coleman : William Marshall
- Ned Sparks : Peter Stearns
- Nellie Parker Spaulding : Caroline Marshall
- Mona Liza : Nell Norcross
- Matthew L. Betts : Kid Whaley
- Arnold Lucy : l'évêque
- Dorothy Walters : la propriétaire